# Episodi di Raccontami (prima stagione)
La prima stagione della serie televisiva italiana Raccontami è formata da 26 episodi, andata in onda in prima serata su Rai 1, ogni giovedì con due episodi. La prima puntata è andata in onda domenica 10 dicembre 2006. L'ultima puntata è andata in onda giovedì 15 febbraio 2007.
| nº | Titolo                                | Prima TV Italia  |
| -- | ------------------------------------- | ---------------- |
| 1  | Un caso per il tenente Sheridan       | 10 dicembre 2006 |
| 2  | Pace e guerra                         | 10 dicembre 2006 |
| 3  | Vacanze romane                        | 11 dicembre 2006 |
| 4  | Le scarpe di Abebe                    | 11 dicembre 2006 |
| 5  | Un po' d'istruzione                   | 17 dicembre 2006 |
| 6  | Il figlio di Babbo Natale             | 17 dicembre 2006 |
| 7  | Super sorpasso                        | 18 dicembre 2006 |
| 8  | L'eclissi                             | 18 dicembre 2006 |
| 9  | I pidocchi                            | 25 dicembre 2006 |
| 10 | Un altro caso per il tenente Sheridan | 25 dicembre 2006 |
| 11 | Muri                                  | 1º gennaio 2007  |
| 12 | Finché morte non vi separi            | 1º gennaio 2007  |
| 13 | La vita è un pallone rotondo          | 8 gennaio 2007   |
| 14 | Come mi pare e piace                  | 8 gennaio 2007   |
| 15 | Il silenzio è d'oro                   | 11 gennaio 2007  |
| 16 | La bustarella                         | 11 gennaio 2007  |
| 17 | I marziani a Roma                     | 18 gennaio 2007  |
| 18 | Un uomo con la spina dorsale          | 18 gennaio 2007  |
| 19 | Una domenica d'agosto                 | 24 gennaio 2007  |
| 20 | Non nominare il nome di Dio invano    | 24 gennaio 2007  |
| 21 | Carissimo Pinocchio                   | 1º febbraio 2007 |
| 22 | La bomba                              | 1º febbraio 2007 |
| 23 | Meglio in tre che male accompagnati   | 8 febbraio 2007  |
| 24 | Il processo                           | 8 febbraio 2007  |
| 25 | I have a dream                        | 15 febbraio 2007 |
| 26 | Arrivederci                           | 15 febbraio 2007 |

## Un caso per il tenente Sheridan
- Diretto da:
- Scritto da:

### Trama
Il tre gennaio del 1954 nasce Carlo Ferrucci, ultimogenito della famiglia Ferrucci composta da Luciano, di professione capo mastro, sua moglie Elena, Andrea e Titti, i figli maggiori, la suocera, nonna Innocenza, e la cognata Anna, in odore di rimaner zitella. Quello stesso giorno nasce anche la televisione italiana ma in casa Ferrucci fa la sua comparsa solo all'inizio del 1960, grazie alle cambiali firmate da Luciano. Cambiali che sembrano leggere come farfalle, ma diventano invece assai pesanti quando arriva un aumento dell'affitto di casa. Per evitare la minaccia di sfratto, i Ferrucci decidono di subaffittare il loro sottoscala a Maddalena, giovane cameriera di paese con un figlio piccolo, Marco, che diventa presto il migliore amico di Carlo. Siamo nel 1960, il boom è esploso ma l'Italia è ancora un paese strabico dove vecchio e nuovo si intrecciano e una ragazza madre suscita scandalo e riprovazione. Maddalena, superando i pregiudizi del condominio e soprattutto della famiglia del Maresciallo Mollica, viene assunta al Bar Marotta al posto di Pietro, eterno pretendente della zia Anna che va a fare il proiezionista proprio nel cinema dove lavora la sua amata. Ma viene rifiutato da lei, ancora in attesa del vero amore... Il vero amore invece Andrea, in procinto di compiere diciotto anni, è convinto di averlo trovato in una compagna di classe ed è per dichiararsi a lei che organizza una festa a casa durante la quale però finisce per ubriacarsi e baciare per sbaglio Francesca, la sorella piccola del suo amico Furio, da sempre innamorata di lui. Tutto questo soffrire per amore, irrita invece Titti che a diciassette anni non ha ancora baciato nessuno e si ritiene superiore a certe sciocchezze. Ma quando incontra Guido Albinati, rampollo di buona famiglia e di modi disinvolti, forse non è per superiorità che rifiuta la sua corte, ma per paura. Proprio per sconfiggere quella paura, finisce per baciarsi con Antonio Dentici, figlio del proprietario del negozio di elettrodomestici. Titti, infatti, affronta le cose di petto e si getta sempre oltre l'ostacolo come suo padre Luciano che, reduce dalla delusione di una cena tra ex commilitoni risoltasi in lite tra il capitano Sartori, suo attuale datore di lavoro e il tenente Terenzi, uomo morale e suo amico, decide di buttarsi i ricordi del passato alle spalle e prendere il diploma da geometra cui aveva rinunciato diciotto anni prima per metter su famiglia.

## Pace e guerra
- Diretto da:
- Scritto da:

### Trama
Andrea è convinto di essere perdutamente innamorato di una sua compagna di classe e per dichiararsi a lei organizza una festa in casa. Tra un ballo e l'altro, però, il ragazzo finisce per ubriacarsi e bacia per sbaglio Francesca. Titti, sua sorella, invece riceve le attenzioni di Guido Albinati, rampollo di buona famiglia, e per timidezza rifiuta la sua corte.

## Vacanze romane
- Diretto da:
- Scritto da:

### Trama
L'estate del 1960 tutti la ricordano per le manifestazioni di piazza che portarono alle dimissioni del governo Tambroni e per le Olimpiadi che portarono a Roma le medaglie d'oro di Berruti e Benvenuti, ma per Carlo è l'estate in cui è riuscito ad evitare la colonia di padre Negoziante dichiarandosi comunista e ha rubato le scarpe a Livio Sartori, il capo di suo padre Luciano, sperando di darle ad Abebe Bikila che ha visto correre a piedi nudi per le strade di Roma. Per zia Anna è l'estate in cui conosce Italo Monti, viene baciata da lui nell'oscurità del cinema e se ne innamora perdutamente, credendolo un pilota di aerei. Per Italo Monti è l'estate in cui messo a segno il furto di una collana assai pregiata nella gioielleria di fronte al cinema, si trova costretto a nasconderla proprio nel magazzino del cinema e per ritornarne in possesso corteggia zia Anna. Per il proiezionista Pietro, quella è invece l'estate in cui sogna di abdicare alla sua fede politica per amore di Anna, senza riuscirvi. Luciano, invece, riesce a finire le palazzine del villaggio olimpico prima degli altri e riesce anche a prendere il diploma da geometra grazie al quale smetterà di alzarsi tutte le mattine alle cinque per andare al cantiere a fare il capomastro e comincerà a lavorare in ufficio accanto a Sartori. Quanto ad Andrea non riesce invece a convincere suo padre a farlo lavorare nell'officina del suo amico Furio. Luciano ha deciso che suo figlio deve iscriversi a Giurisprudenza e diventare il primo Ferrucci laureato e così sarà. O almeno così sembra in quell'estate del 1960, perché le cose andranno poi un po' diversamente.

## Le scarpe di Abebe
- Diretto da:
- Scritto da:

## Un po'di istruzione
- Diretto da:
- Scritto da:

## Il figlio di Babbo Natale
- Diretto da:
- Scritto da:

## Super sorpasso
- Diretto da:
- Scritto da:

### Trama
Entra un nuovo componente della famiglia in casa Ferrucci: la prima auto di Luciano cioè una Fiat 1100 rossa battezzata con il nome Super sorpasso.

## L'eclissi
- Diretto da:
- Scritto da:

## I pidocchi
- Diretto da:
- Scritto da:

## Un altro caso per il tenente Sheridan
- Diretto da:
- Scritto da:

## Muri
- Diretto da:
- Scritto da:

## Finché morte non vi separi
- Diretto da:
- Scritto da:

### Trama
Titti si sta preparando al matrimonio ma è sempre più in preda ai dubbi: non essendoci il divorzio, sposare la persona sbagliata può essere una condanna all'ergastolo. Condanna cui scampa un vicino di casa dei Ferrucci che, dopo aver accoltellato la moglie, usufruisce delle attenuanti per il delitto d'onore. Essendosi addormentato a fianco della sua amica Domenica, il piccolo Carlo è convinto che avrà un figlio da lei ed è molto preoccupato.

## La vita è un pallone rotondo
- Diretto da:
- Scritto da:

### Trama
Carlo inizia a giocare a calcio nella squadra dell'oratorio di Padre Negoziante mentre Andrea è sempre più vicino al suo primo esame universitario. Luciano segue con apprensione le avventure di entrambi i figli, non facendo mancare loro il suo sostegno ma nemmeno la sua pressione. Dal canto suo nonna Innocenza continua l'alleanza con il maresciallo Mollica per scoprire la vera identità di Italo. L'uomo, infatti, dice di non poter sposare Anna perché ha smarrito i documenti a Bombay ma nonna Innocenza sospetta che sia tutta una scusa per nascondere un matrimonio parallelo.
Andrea cerca di concentrarsi sull'esame ma è distratto da Guido che gli propone di andare a vedere la proiezione non autorizzata del film Non uccidere. Inizialmente Andrea rifiuta e cerca di dedicarsi solo all'esame, consapevole che in caso di bocciatura dovrà partire militare. In un secondo momento però cambia idea e si presenta al cinema dove trova, a sorpresa, Guido e Caroline abbracciati. Sentendosi tradito dall'amico, Andrea lo colpisce finendo per scatenare una rissa che porterà poi all'intervento della polizia. Mentre Guido e Caroline riescono a fuggire agli agenti, Andrea viene portato in questura e immortalato dagli scatti di qualche cronista. La foto di Andrea viene pubblicata sul giornale e Luciano scopre così tutta vicenda. A difendere Andrea dall'ira di Luciano ci pensa Titti, che decide di aiutare il fratello con lo studio intensivo nei giorni prima dell'esame.
Contemporaneamente, Luciano si offre di sistemare il campetto da calcio in cui Carlo si allena, cercando così di convincere Padre Negoziante a far giocare il figlioletto come titolare nella partita contro la squadra di don Paolo. Carlo però dimostra di non essere particolarmente portato per il calcio, preferendo la pallacanestro. A supportare Carlo nella passione per il basket ci pensa Italo, che utilizza la testa del bambolotto di Domenica per mostrare al ragazzino come si esegue il terzo tempo. Domenica, però, si arrabbia molto non appena vede il bambolotto rotto. Il maresciallo Mollica aiuta la figlia a sistemare il bambolotto e la ascolta mentre racconta la poca fiducia che la bambina nutre verso Italo. Domenica infatti era già stata ingannata da Italo ai tempi della vicenda della collana di smeraldi, ritrovata da lei, Marco e Carlo, per caso, nel tubo di un manifesto del cinema. Il maresciallo Mollica unisce allora tutti i puntini che per mesi non era riuscito a collegare: era Italo il ladro che stava cercando! Il maresciallo si presenta così alla partita di Carlo e, senza creare troppo scalpore, arresta Italo, senza che quest'ultimo possa spiegare ad Anna le cose. 
Andrea viene bocciato all'esame e comunica al padre la sua volontà di iniziare a lavorare in officina da Furio. Luciano è molto deluso ma accetta la decisione del figlio e capisce che è Titti la vera studiosa di famiglia. Per questo Luciano invita la figlia ad andare subito a iscriversi all'università. Luciano capisce anche che la passione di Carlo è la pallacanestro e non il calcio e inizia così ad allenarsi insieme a lui.

## Come mi pare e piace
- Diretto da:
- Scritto da:

### Trama
A Luciano non viene concesso un fido da parte della banca a causa dello scandalo degli appalti truccati di Fiumicino che sta mettendo in ombra tutto il settore dell'edilizia. Luciano è preoccupato perché senza quel mutuo non può avviare i lavori di costruzione al Terminillo ma Livio Sartori lo invita a rimanere calmo e a partire per Venezia, sfruttando un viaggio già prenotato che però lui non può più fare. 
Mentre Luciano ed Elena sono impegnati con i preparativi per il loro viaggio di nozze tardivo a Venezia, Andrea riceve la cartolina di richiamo per il servizio di leva militare ma non lo dice a nessuno. Elena è preoccupata e non sa se sia una buona idea lasciare la famiglia per fare un viaggio da sola con Luciano ma poi le parole di Andrea la convincono a partire.
In università Titti incontra Caroline che gli chiede notizie di Andrea, ma lei la liquida velocemente. Andrea all'università non pensa più e lavora a pieno ritmo in officina, dove riceve le attenzioni di Francesca. 
Senza Elena e Luciano, le cose in casa Ferrucci procedono fra piccoli e grandi litigi fino a quando un'edizione del telegiornale trasmette una preoccupante notizia. Tredici militari italiani dell'aviazione militare in Congo sono stati arrestati da truppe congolesi e Anna sospetta che Italo sia fra loro. Nel tentativo di aiutare la zia a raccogliere informazioni, Titti si reca nella redazione di un giornale dove incontra Marcella, una giornalista. Grazie a Marcella, Titti scopre prima che Italo non è fra gli arrestati in Congo e poi che l'uomo è in carcere al Regina Celi. Titti comunica tutto a zia Anna che decide di andare in carcere a trovare l'uomo. Lì Italo convince Anna ad aspettarlo per costruire un futuro insieme. 
Andrea organizza una festicciola in casa e in quell'occasione rivela la sua imminente partenza per il militare. Alla festa, a sorpresa, arriva Caroline. La ragazza chiede ad Andrea di ricominciare tutto da capo proprio davanti agli occhi di Francesca la quale, amareggiata, se ne va, inseguita da Antonio.
Andrea vorrebbe partire senza dire nulla a Elena e Luciano ma Carlo li avvisa e i due riescono ad arrivare appena in tempo per salutarlo mentre il treno parte.

## Il silenzio e d'oro
- Diretto da:
- Scritto da:

## La bustarella
- Diretto da:
- Scritto da:

## I marziani a Roma
- Diretto da:
- Scritto da:

## Un uomo con la spina dorsale
- Diretto da:
- Scritto da:

## Una domenica d'agosto
- Diretto da:
- Scritto da:

## Non nominare il nome di Dio invano
- Diretto da:
- Scritto da:

## Carissimo Pinocchio
- Diretto da:
- Scritto da:

## La bomba
- Diretto da:
- Scritto da:

## Meglio in tre che male accompagnati
- Diretto da:
- Scritto da:

## Il processo
- Diretto da:
- Scritto da:

## Arrivederci
- Diretto da:
- Scritto da: